# Prix du Premier roman de femme
 (août 2021).
Si vous disposez d'ouvrages ou d'articles de référence ou si vous connaissez des sites web de qualité traitant du thème abordé ici, merci de compléter l'article en donnant les références utiles à sa vérifiabilité et en les liant à la section « Notes et références ».
Le prix du Premier roman de femme est un prix littéraire fondé en 2006 par Anne Eveillard, Dominique Simon et Myriam Kournaf. 
Coorganisé par l’unité de recherche en littérature du CNRS Écritures de la modernité et l’hôtel Montalembert, il est destiné à soutenir la jeune création littéraire féminine. Il récompense chaque année le premier roman d’une femme publié en langue française. Le jury associe chercheurs en littérature et personnalités du monde artistique, littéraire ou économique. 
Le prix s’inscrit comme le prolongement naturel du concours de la nouvelle George Sand, qui favorise l’entrée en littérature des femmes, également créé par Dominique Simon et l'auteur Fabrice Bonardi.

## Prix 2006
- Premier prix : Léonora Miano pour L'Intérieur de la nuit (Plon), 2005[1].
- Deuxième prix : Cypora Petitjean-Cerf pour Le Musée de la sirène (Stock).
- Jury présidé par Marc Lévy et composé de Laurence Berman, président directeur général de Jet Tours, Myriam Kournaf, directeur général de l'hôtel Montalembert, Anne Eveillard, auteur et journaliste, Dominique Simon d'« Écritures de la modernité » (CNRS/ la Sorbonne Nouvelle), Anne Simon, chercheuse en littérature, Geneviève Hatet-Najar, directrice de la Mission pour la place des femmes au CNRS, Alexie Lorca, critique littéraire et réalisatrice, Mireille Callé-Gruber, professeur de littérature à Paris-III, Philippe Vilain et Thierry du Sorbier, écrivains.

## Prix 2007
- Premier prix : Emily Tanimura pour La Tentation de l’après (Gallimard), 2006.
- Deuxième prix : Terrasse de Marie Ferran (Seuil) et Route Royale, de Stéphanie Polak (Stock).
- Jury présidé par Irène Frain et composé de Anne Eveillard, auteur et journaliste, Mireille Calle-Gruber, auteur et chercheur à l’UMR, Philippe Dayan, rédacteur en chef du Ze Mag’zine, Myriam Kournaf, directeur général de l’hôtel Montalembert, Yara Lapidus, styliste, Cypora Petitjean-Cerf, auteur, Dominique Simon, chargée de communication à l’UMR, et Thierry Taittinger, journaliste.

## Prix 2008
- Marion Ruggiéri pour Pas ce soir, je dîne chez mon père, publié chez Grasset.

Marion Ruggieri devance sur le fil Sara Yalda pour Regard Persan (Grasset), ainsi que Jakuta Alikavazovic pour Corps volatils (éditions de l’Olivier) et Florence Noiville pour La Donation (Stock).
- La sélection des livres a été réalisée par les doctorants du Centre de recherches en études féminines et de genres ; le jury 2008, composé des écrivains Irène Frain, Tatiana de Rosnay et Justine Lévy, de la chef d’entreprise Apollonia Poilâne, et d’Anaïs Frantz, doctorante, a été présidé par Philippe Tesson.

## Prix 2009
- Olivia Elkaim pour Les Graffitis de Chambord, publié chez Grasset, et Juliette Jourdan pour Le Choix de Juliette, publié chez Le Dilettante.
- Le jury était composé de : Philippe Sollers (président), écrivain, Laurent Weil, journaliste Canal +, Josyane Savigneau, écrivain et journaliste, Laurence Benaïm, rédactrice en chef du magazine Stiletto, Nicolas d’Estienne d’Orves, écrivain et journaliste, Louis Carzou, écrivain et journaliste, Christophe Lambert, publicitaire, Alain Terzian, producteur et acteur, et Anne Simon, chargée de recherche au CNRS.

## Prix 2010
- Adélaïde de Clermont-Tonnerre, pour Fourrure (Stock).
- Le jury était composé de : Franz-Olivier Giesbert (président), rédacteur en chef du Point, Adrien Goetz, écrivain, Christine Orban, romancière, Alain Terzian, producteur et acteur, Harold Cobert, écrivain, et Dominique Simon, chargée de recherche au CNRS.

## Prix 2011
- Émilie Desvaux, pour À l’attention de la femme de ménage (Stock).
- Le jury était composé de : Amanda Sthers (présidente), romancière, dramaturge, scénariste et réalisatrice, Isabelle Giordano, journaliste et animatrice de radio et de télévision, Isabelle Étienne, universitaire et diplomate, Colombe Schneck, journaliste et écrivain, David Foenkinos, romancier, Mathieu Laine, et Sébastien Le Fol, directeur adjoint de la rédaction du Figaro.
- Deux personnalités parrainaient le prix du Premier Roman de Femme cette année-là : Christine Orban, romancière, et Alain Terzian, producteur et acteur.

## Prix 2012
- Lauréate : Christel Noir, pour La Confession des Anges (Prisma).
- Dauphine : Natacha Calestrémé, pour Le Testament des abeilles (Albin Michel).
- Le jury était composé de : Didier van Cauwelaert (président), écrivain, dramaturge et metteur en scène, Amélie Blanckaert, fondatrice et présidente de Coup de Plume, Catherine Auclair, organisatrice de rencontres culturelles, Karine Papillaud, journaliste à 20 Minutes et au Point, Éric Portais, critique littéraire, Évelyne Bouix, actrice, Florian Zeller, auteur et dramaturge, Harold Cobert, écrivain, et Michèle Fitoussi, journaliste, éditorialiste, romancière et scénariste.
- Marraine du prix : Christine Orban, romancière.

## Prix 2013
- Lauréate : Lise Charles, pour La Cattiva (P.O.L)[2].
- Le jury était composé de Christophe Ono-dit-Biot (président), Claire Chazal, Adélaïde de Clermont-Tonnerre, Olivia de Lamberterie, Mathieu Laine, Bernard Lehut, Jean-Christophe Rufin, Catherine Schwaab, Anne-Laure Sugier et Sylvain Tesson.

## Prix 2014
- Lauréate : Fatima Bhutto pour Les Lunes de Mir Ali (Les Escales).
- Le jury était composé de Christophe Ono-Dit-Biot (président), Claire Chazal, Adélaïde de Clermont-Tonnerre, Olivia de Lamberterie, Mathieu Laine, Bernard Lehut, Jean-Christophe Rufin, Catherine Schwaab, Anne-Laure Sugier, Marc Dugain, Violaine Binet, David Foenkinos.